# Сарка (приток Кондеги)
Сарка — река в России, протекает по Лодейнопольскому и Волховскому районам Ленинградской области. Длина реки — 11 км.
Исток — в Лодейнопольскому районе, западнее деревень Большие Коковичи и Малые Коковичи. Течёт на запад, пересекает границу районов и впадает в Кондегу с левого берега в 21 км от устья последней, восточнее расположенных на Кондеге деревень — Кизлярского, Малыжина, Спирова, Малочасовенского и Сорзуя.

## Данные водного реестра
По данным государственного водного реестра России относится к Балтийскому бассейновому округу, водохозяйственный участок реки — Свирь, речной подбассейн реки — Свирь (включая реки бассейна Онежского озера). Относится к речному бассейну реки Нева (включая бассейны рек Онежского и Ладожского озера).
По данным геоинформационной системы водохозяйственного районирования территории РФ, подготовленной Федеральным агентством водных ресурсов:
- Код водного объекта в государственном водном реестре — 01040100812102000013765
- Код по гидрологической изученности (ГИ) — 102001376
- Код бассейна — 01.04.01.008
- Номер тома по ГИ — 2
- Выпуск по ГИ — 0